# Korozja wżerowa

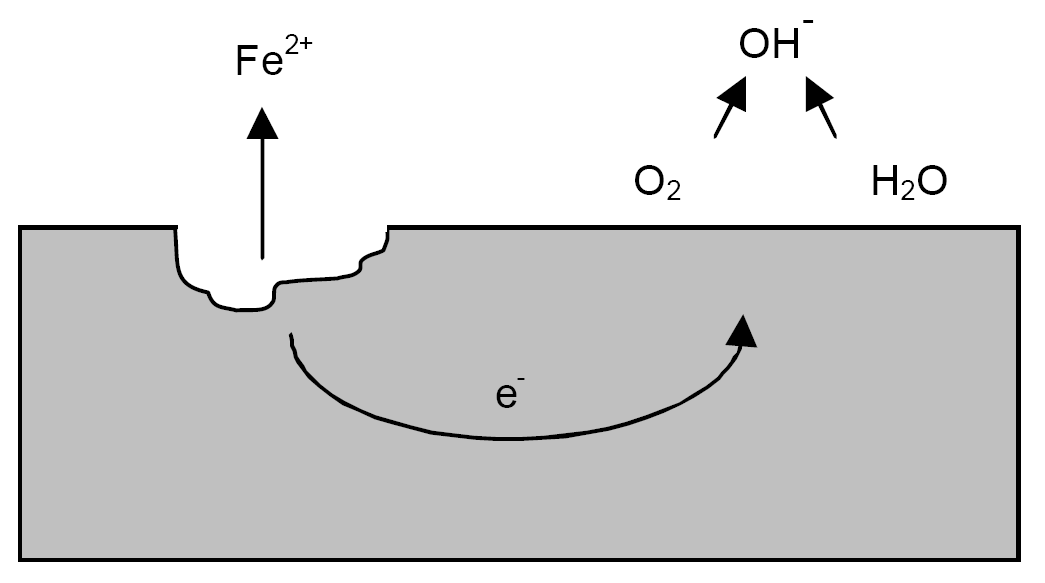
Diagram mechanizmu korozji wżerowej w wodzie zawierającej tlen

Korozja wżerowa – korozja występująca tylko w pewnych miejscach w postaci plam lub wżerów często sięgając głęboko w materiał. Korozja wżerowa polega na tworzeniu lokalnych wżerów w wyniku zainicjowania reakcji anodowej przez jony aktywujące i reakcji katodowej w obecności czynników utleniających. Dno wżeru jest anodą i zachodzi tam roztwarzanie metalu. Otoczenie wżeru jest katodą i zachodzi tam redukcja tlenu. Narażone na nią są szczególnie metale, które normalnie się pasywują, na przykład stal nierdzewna i aluminium. Charakteryzuje się głębokim wnikaniem w metal przy stosunkowo niewielkich plamach na powierzchni.
Wystąpienie tego rodzaju korozji związane jest z wystąpieniem nieciągłości warstwy pasywnej. Jako źródła tych nieciągłości wymienia się wtrącenia, niedoskonałości metaliczne, uszkodzenia powierzchni lub wpływ związków chemicznych na warstwę pasywną. Najczęstszym inicjatorem korozji są chlorki i inne związki chloru.
W środowisku bogatym w związki chloru (woda morska, woda basenowa, instalacje chemiczne) konieczne jest zastosowanie stali zawierającej odpowiednie dodatki stopowe, np. odpowiednia zawartość molibdenu zwiększa odporność warstwy pasywnej na agresywne środowisko. W przypadku aluminium korozja wżerowa często ustaje samorzutnie.

## Mechanizm
Warunkiem wystąpienia korozji wżerowej jest wystąpienie potencjału przebicia. W miejscach osłabienia warstwy pasywnej (np. wtrącenia niemetaliczne) chlorki ulegają adsorpcji. Po osiągnięciu wystarczającego potencjału natężenie pola elektrycznego jest wystarczająco wysokie, aby jony chlorkowe mogły przeniknąć przez warstwę tlenkową w jej najcieńszych obszarach. Tworzą się wtedy związki chloru i tlenu, prowadząc do zniszczenia pasywnej warstwy. W ten sposób zainicjowany zostaje wżer, który na drodze autokatalizy rozrasta się w głąb materiału.
Wśród czynników sprzyjających korozji wżerowej można wymienić:
1. Czynniki uniemożliwiające pasywację wewnątrz wżeru - są to czynniki ograniczające dostęp tlenu, m.in. kwaśny roztwór elektrolitu obfitujący w chlorki.
2. Utworzenie się skorupy z produktów korozji, ograniczających rozcieńczenie roztworu wewnątrz wżeru.
3. Czynniki hamujące korozję ogólną.

## Profilaktyka
Z powodu szybkiej ingerencji w głąb materiału, korozja wżerowa stanowi duże niebezpieczeństwo dla konstrukcji, w związku z czym stosuje się różne metody, aby do niej nie dopuścić. Może to być zapewnienie środowiska niesprzyjającego korozji (unikanie jonów chlorkowych). Gdy jest to niemożliwe do zrealizowania, należy dobierać odpowiedni rodzaj stali nierdzewnej, której właściwości reguluje się za pomocą dodatków stopowych, takich jak chrom, molibden, wanad i azot.
Istotny wpływ na powstawanie wżerów ma stan powierzchni stali oraz temperatura środowiska. Gładka, wypolerowana powierzchnia, dodatkowo regularnie oczyszczana z osadów, będzie trwała znacznie dłużej od porowatej, zarysowanej i zanieczyszczonej.